# Pablo Luna
Pablo Luna y Carné, pseudonym García Sandoval, (21. května 1879 Alhama de Aragón – 28. ledna 1942 Madrid) byl španělský hudební skladatel.

## Život
Pablo Luna se narodil 21. května 1879 v malém aragonském městečku Alhama de Aragón. První lekce hudby dostal Pablo Luna od místního varhaníka. Rodina se záhy přestěhovala do Zaragozy, kde Pablo navštěvoval místní hudební školu. Harmonii studoval z Teodora Balla a skladbu u Miguela Arnaudase. Školu absolvoval s vyznamenáním a vydělával si jako houslista v hotelech, kavárnách, kostelech i v divadlech. Ve dvacetijedna letech se stal prvním houslistou v divadle Teatro Circo.
V roce 1903 zkomponoval svou první operetu Lolilla, la Petenera, kterou o rok později následovala zarzuela La Escalera de los Duendes. V roce 1905 jej Ruperto Chapí požádal, aby vedl skupinu druhých houslí v divadle Teatro de la Zarzuela v Madridu. Jeho první velký madridský úspěch se dostavil v roce 1908 zarzuelou Musetta na text Luise Pascuala Frutose v divadle Teatro Ideal Polistilo. Následovala řada úspěšných premiér v divadlech v Madridu, Zaragoze i dalších španělských městech. Kromě kompoziční práce dále působil jako houslista i jako dirigent v Teatro de la Zarzuela.
Stal se velmi úspěšným skladatelem i dirigentem. Komponoval hudbu pro film a pod pseudonymem García Sandoval napsal i 11 scénářů. V roce 1925 byl na jeho počest uspořádán slavnostní koncert a obdržel zlatou medaili města Zaragoza.
Zemřel v Madridu 28. ledna 1942. Jeho posledním dílem byla zarzuela El Pilar de la Victoria, která zůstala nedokončena. Dokončení se ujal skladatel Julio Gómez a byla uvedena o dva roky později v Zaragoze.

## Jevištní díla

### Revue
- 1909 A.C.T., Que se va el tío, (spolupráce Tomás Barrera Saavedra, libreto Manuel Fernández Palomero a Ernesto Córdoba)
- 1909 El Club de las solteras, (spolupráce Luis Foglietti – libreto Manuel Fernández del Puente)
- 1911 El paraguas del abuelo(spolupráce Tomás Barrera Saavedra – libreto Guillermo Perrín y Miguel de Palacios)
- 1918 La mujer artificial o la receta del doctor Miró (libreto Carlos Arniches a Joaquín Abati
- 1923 La tierra de Carmen, (spolupráce Joaquín Valverde Sanjuán – libreto Antonio Paso a Carlos Primelles Rodríguez)
- 1924 Rosa de fuego (libreto Antonio Paso y Cano)
- 1927 El fumadero
- 1927 Roxana, la cortesana
- 1929 El Antojo
- 1932 ¡Cómo están las mujeres! (libreto Francisco García Loygorri)
- 1934 Las Peponas' (libreto Miguel Ligero a Enrique Povedano)
- 1934 Los Inseparables (libreto Leandro Blanco a Alfonso Lapena)
- 1935 Las ansiosas* (spolupráce José Ruiz de Azagra, libreto Enrique Paso Díaz a Salvador Valverde)
- 1935 La Colasa del Pavón
- 1935 Al Cantar el gallo (libreto Francisco Ramos de Castro)
- 1935 Las siete en punto (libreto Leandro Blanco Alfonso Lapena)
- 1936 Piezas de Recambio, Humorada lírica en dos actos - Libreto de Fernando Neyra y García Sandoval.
- 1936 La sal por arrobas (spolupráce Jacinto Guerrero, libreto Antonio Paso y Cano)

#### Operety
- 1908 Musseta (libreto Luis Pascual Frutos)
- 1909 La Reina de los mercados (libreto Guillermo Perrín a Miguel de Palacios)
- 1911 La Canción húngara
- 1912 Canto de primavera (libreto Luis Pascual Frutos)
- 1913 Los cadetes de la Reina (libreto de Julian Moyron)
- 1913 La alegría del amor (libreto Ramón Asensio Más a José Juan Cadenas Muñoz)
- 1914 La Corte de Risalia
- 1914 El Rey del mundo (libreto José Maria Martín de Eugenio)
- 1916 Jack (libreto Maxim Brody, Franz Martos a Emilio González del Castillo)
- 1916 Sybill (libreto Maxim Brody, Franz Martos a Emilio González del Castillo)
- 1916 El Asombro de Damasco (libreto Antonio Paso y Cano aJoaquín Abati)
- 1918 Los Calabreses
- 1921 El Sinvergüenza en Palacio, (spolupráce Amadeo Vives)
- 1923 Benamor (libreto Antonio Paso y Cano a Ricardo García del Toro)
- 1939 Flor de Cerezo o La Gata encantada

#### Zarzuely
- 1903 Lolilla, la Petenera
- 1904 Escalera de los Duendes
- 1906 La Corte de Júpiter, (spolupráce Eduardo Fuentes Parra)
- 1908 Fuente Escondida
- 1908 La Fiesta del Carmen (spolupráce Pedro Códoba)
- 1909 Oro y sangre
- 1909 Salón moderno
- 1909 Las Lindas perras, (spolupráce Rafael Calleja Gómez )
- 1910 Molinos de viento, (libreto Luis Pascual Frutos)
- 1910 Llevar la derecha
- 1910 Huelga de criadas, (spolupráce Luis Foglietti)
- 1910 Vida de príncipe (spolupráce Luis Foglietti, libreto de Antonio López Monís a Ramón Asensio Más)
- 1911 El Dirigible, (spolupráce Arturo Escobar, libreto José Tellaeche)
- 1911 Las Hijas de Lemnos
- 1911 Sangre y arena (spolupráce Pascual Marquina Narro, libreto Vicente Blasco Ibáñez, Gonzalo Jover a Emilio Gónzalez del Castillo)
- 1911 La Romerito, (spolupráce Rafael Calleja Gómez )
- 1912 Las Malas pulgas, (spolupráce San Nicolás)
- 1912 La Mujer de su marido
- 1913 Los Cuatro gatos (spolupráce Arturo Lapuerta)
- 1913 La Cucaña de Sotanillo
- 1913 La Gloria del vencido, (spolupráce Marcelino Amenazavas)
- 1915 La Boda de Cayetana, o una Tarde en Amaniel
- 1915 La Sultana, (spolupráce Arturo Lapuerta)
- 1915 Amores de aldea (spolupráce Reveriano Soutullo Otero)
- 1916 El Patio de los naranjos (libreto Julio Pellicer y López a José Fernández del Villar)
- 1917 La Casa de enfrente (libreto Serafín Álvarez Quintero a Joaquín Álvarez Quintero)
- 1917 Los Patineros, (spolupráce Luis Foglietti)
- 1918 El Aduar
- 1918 El niño judío (libreto Enrique García Álvarez a Antonio Paso y Cano)
- 1918 Trini la clavellina
- 1919 La Mecanógrafa
- 1919 Muñecos de trapo (libreto Antonio Paso y Cano)
- 1919 Pancho Virondo (libreto Enrique García Álvarez a Antonio Paso y Cano )
- 1920 El suspiro del moro (spolupráce Eduardo Fuentes Parra, libreto Antonio López Monís a Juan López Núñez)
- 1921 Los Papiros (libreto Serafín Álvarez Quintero a Joaquín Álvarez Quintero)
- 1921 Su Alteza, se casa
- 1922 Los Apuros de Pura
- 1922 Los Dragones de París
- 1923 La Moza de las campanillas
- 1924 Calixta la prestamista
- 1924 La Joven Turquía
- 1925 La Paz del molino (libreto Manuel Góngora a Miguel Manzano)
- 1925 Sangre de Reyes (spolupráce Francisco Balaguer Muriel, libreto Angel Torres del Alamo a Antonio Asenjo Pérez Campos)
- 1925 El Tropiezo de la Nati
- 1925 Las Espigas (spolupráce Enrique Bru)
- 1926 Las Mujeres son así
- 1926 La Pastorela (spolupráce Frederico Moreno Torroba, libreto Fernando Luque a Enrique Calonge)
- 1927 El Tiro de pichón
- 1928 La Chula de Pontevedra (spolupráce Enrique Bru, libreto Enrique Paradas a Joaquín Jiménez)
- 1928 La Manola del Portillo (spolupráce Federico Moreno Torroba, libreto Emilio Carrere)
- 1928 La Pícara molinera (lůibreto Angel Torres del Alamo a Antonio Asenjo Pérez)
- 1929 El Caballero del guante rojo
- 1929 La Moza vieja (libreto Federico Romero a Guillermo Fernández Shaw)
- 1929 La Ventera de Alcalá, (spolupráce Rafael Calleja Gómez)
- 1931 Currito de la Cruz
- 1931 Morena y sevillana
- 1931 Flor de Zelanda (libreto Luis Fernandez de Sevilla a Anselmo C. Carreño)
- 1932 Los moscones (libreto Pedro Lerena a Anselmo C. Carreño)
- 1939 Cocktail
- 1939 Una copla hecha mujer
- 1941 Las Calatravas (libreto Federico Romero a José Tellaeche)
- 1944 Pilar de la victoria (spolupráce Julio Gómez)

### Jiná scénická díla
- 1916 El sapo enamorado, pantomima
- La Boda de Antón, (spolupráce Emilio Acevedo)
- La Rabalera
- La Flor del camino

### Orchestrální skladby
- Una noche en Calatayud, suite-fantasía
- ¡Arre borrico!, jota
- Fantasía sobre motivos de la zarzuela "La canción del Rhin"
- Es el pecado más horrible
- Fantasia uit "La moza vieja"